# Rue Letellier
La rue Letellier est une rue du 15e arrondissement de Paris.

## Situation et accès
La rue Letellier commence rue de la Croix-Nivert et se termine rue Violet.
Elle traverse la rue du Commerce et la rue Frémicourt.
La rue de l'Avre et la villa Letellier y aboutissent.

## Origine du nom
La rue tient son nom d'Alphonse Letellier, un conseiller municipal et entrepreneur de l'ancienne commune de Vaugirard qui acheta 105 hectares de la plaine de Grenelle avec Léonard Violet et fit lotir le quartier à partir de 1824.

## Historique
Cette voie située autrefois sur le territoire de l'ancienne commune de Grenelle est ouverte en 1824 et est rattachée à la voirie de Paris en 1867. 
La partie de la rue Letellier comprise entre les rues Viala et de Lourmel est détachée pour former la rue de la Smala. 

## Bâtiments remarquables et lieux de mémoire
- Le numéro 31 hébergea un temps l'étudiant cambodgien Saloth Sar, le futur Pol Pot, un des dirigeants des Khmers rouges[2].
- Le numéro 66 est la dernière adresse de David Brainin, peintre et danseur français, assassiné à Auschwitz.